# Сан-Педро-дель-Арройо
Сан-Педро-дель-Арройо (ісп. San Pedro del Arroyo) — муніципалітет в Іспанії, у складі автономної спільноти Кастилія-і-Леон, у провінції Авіла. Населення — 509 осіб (2010).
Муніципалітет розташований на відстані близько 100 км на північний захід від Мадрида, 20 км на північний захід від Авіли.
На території муніципалітету розташовані такі населені пункти: (дані про населення за 2010 рік)
- Мораньюела: 41 особа
- Сан-Педро-дель-Арройо: 468 осіб

## Демографія
Динаміка населення (INE ):